# Huyện Bandarban
Bandarban là một huyện thuộc division Chittagong, Bangladesh. Huyện này có diện tích 4479 km², dân số năm 2002 là 292900 người, mật độ dân số là 65 người/km².